# Carey L. Hastings
Pour les articles homonymes, voir Hastings.
Carey L. Hastings née Carey Tidball ou Carey Homan est une actrice  américaine, née à La Nouvelle-Orléans (Louisiane), morte vers 1930 à New York.

## Filmographie

### Actrice

#### Cinéma
- 1913 : The Legend of Provence : Sister Monica
- 1914 : The Legend of Snow White : Mary Dunn - His Wife
- 1914 : The Million Dollar Mystery de Howell Hansel
- 1915 : Sublime Beauté (Inspiration) de George Foster Platt
- 1916 : A Bird of Prey
- 1916 : The World and the Woman de Frank Lloyd et Eugene Moore (es) : Anna Graham
- 1917 : An Amateur Orphan
- 1917 : Her Beloved Enemy : Undetermined Role
- 1917 : Her New York : Brown's Wife
- 1917 : It Happened to Adele (en) de Van Dyke Brooke : Adele's Mother
- 1917 : The Candy Girl : Simon Skinner's Wife
- 1917 : The Fires of Youth d'Émile Chautard
- 1917 : The Heart of Ezra Greer : Denbeigh's Housekeeper
- 1917 : The Man Without a Country d'Ernest C. Warde : Mrs. Blair
- 1917 : The Vicar of Wakefield d'Ernest C. Warde : Mrs. Primrose
- 1917 : Under False Colors : Undetermined Role (en tant que Carey Hastings)
- 1918 : Les marionnettes : Julie (en tant que Carey Hastings)
- 1918 : The Street of Seven Stars : Dr Anna Gates (en tant que Carey Hastings)

#### Courts-métrages
- 1910 : St. Elmo
- 1912 : At the Foot of the Ladder
- 1912 : But the Greatest of These Is Charity
- 1912 : Cousins de Lucius Henderson
- 1912 : Miss Taku of Tokyo
- 1913 : An Orphan's Romance
- 1913 : An Unromantic Maiden
- 1913 : Baby's Joy Ride
- 1913 : Lawyer, Dog and Baby
- 1913 : Peggy's Invitation
- 1913 : The Henpecked Hod Carrier
- 1913 : The Missing Witness
- 1913 : The Old Folks at Home
- 1913 : The Patriot
- 1913 : When the Worm Turned
- 1914 : A Can of Baked Beans
- 1914 : A Cooked Goose
- 1914 : A Dog of Flanders
- 1914 : A Madonna of the Poor
- 1914 : A Messenger of Gladness
- 1914 : A Telephone Strategy
- 1914 : An Elusive Diamond
- 1914 : Beautiful Snow
- 1914 : From Wash to Washington
- 1914 : From the Flames
- 1914 : His Reward
- 1914 : In Danger's Hour
- 1914 : In Peril's Path
- 1914 : Kathleen the Irish Rose
- 1914 : Keeping a Husband
- 1914 : Little Mischief
- 1914 : Lost: A Union Suit
- 1914 : Mother's Choice
- 1914 : Mrs. Pinkhurst's Proxy
- 1914 : Mrs. Van Ruyter's Stratagem
- 1914 : Naidra, the Dream Woman
- 1914 : The Amateur Detective
- 1914 : The Barrier of Flames
- 1914 : The Dancer
- 1914 : The Desert Tribesman
- 1914 : The Diamond of Disaster
- 1914 : The Guiding Hand
- 1914 : The Infant Heart Snatcher
- 1914 : The Reader of Minds
- 1914 : The Scrub Lady
- 1914 : The Substitute
- 1914 : The Tangled Cat
- 1914 : The Turning of the Road
- 1914 : The Vacant Chair
- 1914 : The Varsity Race
- 1914 : The Widow's Mite
- 1914 : The Woman Pays
- 1914 : Was She Right in Forgiving Him?
- 1914 : When Algy Froze Up
- 1915 : $1,000 Reward
- 1915 : A Double Exposure
- 1915 : A Man of Iron
- 1915 : A Message Through Flames
- 1915 : Bud Blossom
- 1915 : Fashion and the Simple Life
- 1915 : Gussie, the Graceful Lifeguard
- 1915 : Hannah's Hen-Pecked Husband
- 1915 : Helen Intervenes
- 1915 : Help! Help!
- 1915 : Her Confession
- 1915 : In Baby's Garden
- 1915 : In the Jury Room
- 1915 : Mercy on a Crutch
- 1915 : On the Brink of the Abyss
- 1915 : Simon's Swimming Soul-Mate
- 1915 : The Country Girl
- 1915 : The Cycle of Hatred
- 1915 : The Duel in the Dark
- 1915 : The Handicap of Beauty
- 1915 : The Revenge of the Steeple-Jack
- 1915 : The Skinflint
- 1915 : The Soap-Suds Star
- 1915 : The Speed King
- 1915 : The Stolen Jewels de Jack Harvey
- 1915 : The Vagabonds
- 1915 : Through Edith's Looking Glass
- 1916 : Booming the Boxing Business
- 1916 : John Brewster's Wife
- 1916 : Pedro, the Punk Poet
- 1916 : Reforming Rubbering Rosie
- 1916 : The Answer de Walter West
- 1916 : The Window of Dreams
- 1916 : Where Wives Win

### Scénariste

#### Courts-métrages
- 1914 : Mother's Choice